# Mann gegen Mann
Mann gegen Mann – utwór niemieckiej grupy Rammstein, pochodzący z piątego albumu zespołu, wydanego w 2005 roku Rosenrot. Singiel został wydany 3 marca 2006 roku. Piosenkę promował teledysk w reżyserii Jonasa Akerlunda. Członkowie zespołu występują w nim nadzy, ich narządy płciowe zasłaniają jedynie ich instrumenty muzyczne. Wokalista Till Lindemann ubrany jest w długie skórzane buty oraz skórzany pas. W teledysku pojawia się kilkudziesięciu nagich kulturystów.